# Gene Warren Jr.
Gene Warren Jr. (* 22. Juli 1941 in Los Angeles; † 28. November 2019 ebenda) war ein US-amerikanischer Spezialeffektekünstler und Oscarpreisträger.

## Leben
Gene Warren Jr. wurde als Sohn des Spezialeffektekünstlers Gene Warren Sr. geboren und wuchs in Los Angeles auf. Er gründete mit Fantasy II Film Effects ein eigenes Unternehmen für Spezialeffekte und lehrte später auch an der University of Southern California zu derartigen Filmeffekten. 2019 starb er in seinem Haus in den Hollywood Hills.

## Auszeichnungen
Gene Warren Jr. wurde gemeinsam mit Dennis Muren, Stan Winston und Robert Skotak bei der Oscarverleihung 1992 mit dem Oscar für visuelle Effekte für seine Arbeit an Terminator 2 ausgezeichnet. Er wurde 1992 für Terminator 2 auch durch die British Academy of Film and Television Arts mit dem British Academy Film Award (BAFTA) für visuelle Effekte ausgezeichnet.
2018 wurde er beim Universe Multicultural Film Festival für sein Lebenswerk ausgezeichnet und 2020 posthum in die Hall of Fame der Visual Effects Society aufgenommen.
Er wurde ferner 1992 zusammen mit Bill Taylor und Syd Dutton für den Saturn Award für die Spezialeffekte bei Roger Cormans Frankenstein nominiert. 1994 wurde Warren Jr. bei den BAFTAs zusammen mit Roman Coppola, Gary Gutierrez und Michael Lantieri für eine Auszeichnung für die visuellen Spezialeffekte bei Bram Stoker’s Dracula nominiert.

## Filmographie (Auswahl)
- 1986: Critters – Sie sind da!
- 1988: Space Invaders
- 1990: Roger Cormans Frankenstein
- 1991: Terminator 2 – Tag der Abrechnung
- 1992: Bram Stokers Dracula
- 2003: Underworld
- 2006: Underworld: Evolution
- 2009: Underworld – Aufstand der Lykaner